# الرينة
الرينة (بالعبريّة: רֵיינָה) هي بلدة واقعة في منطقة الجليل الأسفل شمال شرقي الناصرة، وتتبع إداريًا المنطقة الشمالية الإسرائيلية، وعلى سفح جبل سيخ الشرقي البالغ ارتفاعه 574 م عن سطح البحر، عدد سكان البلدة بالغ 15,900 نسمة، ويعتقد أنه كانت موجودة في عهد الرومان وكانت تُدعى بـ«راني».
 بُنيت الرّينة على سفح تلّ كان يسمّى تلّ آبل وهو كنعانيّ عربي لا تزال آثار ساكنيه القُدماء موجودة إلى اليوم، وبهذا تكون الرّينة من أعرق وأفضل القرى العربيّة القديمة الّتي تأسَّست قبل الميلاد بكثير، تتكوّن فئة السّكان فيه من طائفتين وهي الإسلاميّة والمسيحيّة، وفيها مجلس محلّي يُنتخب مرّة كل خمس سنوات. ويرأسه جميل أنور بصول. أُعلنت الرينة في عام 1968 بمقام مجلس محلي.
اختلف المؤرّخون في سبب تسمية الرّينة بهذا الاسم، فمنهم من اعتقد أنه محرّف من راني (باللاتينيّة: Rani) وهي قرية رومانيّة كانت مبنية على سفح جبل سيخ، وآثارها موجودة حتى اليوم، واعتقد آخرون أن التّسمية نسبة لقائد عسكري اسمه رينيه كان موجوداً فيها، وهناك فئه حاولت أن ترجع الاسم إلى الكلمات العربيّة مثل رنا أو ران ورناء وغيرها.

## نَبْذَة تاريخيّة
أن الرّينة مبنيّة على أنقاض بلدة «كنعانية» قديمة، وقد شيّد الكنعانيّون الكثير من المدن والبلدات وأشهرها «بيبلوس» وهي جُبيل حاليًا و«صيدون» بيروت و«أريحا» و«مجيدو» و«بيسان» و«عين شمس».
وُجدت بقايا أثرية تعود إلى العصر البرونزي الأوسط، وفترة الإمبراطورية الأخمينية (القرنين الخامس–الرابع ق.م)، والفترة الهلنستية (القرن الثاني ق.م)، والفترة الرومانية المبكرة والوسطى (القرن الأول ق.م والقرن الثاني م)، والفترة البيزنطية، وفترة الإسلام المبكر، والفترة الصليبية والمملوكية في هذا الموقع.
تم الكشف عن ورشة يهودية عمرها 2000 عام لصناعة الأواني الحجرية في الرينة، تعود إلى الفترة الرومانية. ويشير تحليل الموقع والقطع الأثرية إلى التزام صارم بقوانين الطهارة بين يهود الجليل، على غرار ممارسات يهود منطقة يهودت آنذاك.
كما عُثر على فخار مستورد من سوريا وإيطاليا يعود للقرنين الرابع عشر–السادس عشر م، مما يشير إلى أن القرية كانت ذات اقتصاد قوي خلال الفترة المملوكية.

### الفترة العثمانية
في عام 1517، أُلحقت القرية بـالدولة العثمانية مع بقية فلسطين، وفي سجلات الضرائب لعام 1596 ظهرت باسم "رينة"، تقع في ناحية طبرية من سنجق صفد. بلغ عدد السكان الخاضعين للضرائب 151؛ 139 أسرة و6 عزّاب؛ جميعهم مسلمون، بالإضافة إلى 6 عائلات مسيحية. دفعوا ضرائب على المنتجات الزراعية المختلفة: 5200 آقجة على القمح، 2100 على الشعير، 350 على أشجار الفاكهة، 200 على الحدائق، 250 على الماعز وخلايا النحل، بالإضافة إلى 900 دخل إضافي و480 جزية. كما وُجدت بقايا أثرية تعود إلى أوائل العهد العثماني.
أظهر خريطة من حملة نابليون 1799 أعدها بيير جاكوتين المكان باسم "El Raineh". وفي 1806، ذكر أولريخ ياسبر زيتسن عين ماء في القرية (أسماها "Reni")، وأن سكانها نصفهم مسلمون والنصف الآخر "مسيحيون روم أرثوذكس".
في عام 1838 وُصف سكان الرينة بأنهم من الروم الأرثوذكس والمسلمين السنة. وفي 1852، ذُكرت كنيسة "يونانية" في القرية.
في عام 1875، كتب فيكتور غيرن:
"في 22 يونيو، بعد يوم راحة في الناصرة، غادرت في الساعة الخامسة صباحًا باتجاه الشمال الشرقي ثم الشمال-الشمال الشرقي. عند الساعة 5:33 مررت بجانب نبع غزير يُسمى عين الرينة. بجانب البركة الصغيرة التي تجمع مياهه، وُضع تابوت حجري قديم على شكل مذود، وزُين خارجه بزخارف من الدوائر وأكاليل الأزهار. هذا النبع يروي حدائق مزروعة بالتين والرمان. تمتد قرية الرينة على المنحدرات الجنوبية للتلة التي تلتصق بها. تضم القرية حوالي 800 نسمة، نصفهم مسلمون والنصف الآخر "روم منشقون"، مع بعض البروتستانت. والسبب في ذلك هو نشاط بعثة إنجليزية هنا منذ سنوات، حيث أنشأت مدرسة محلية".
في عام 1881، وصف مسح جغرافيا فلسطين التابع لـصندوق استكشاف فلسطين القرية بأنها:
"قرية كبيرة من بيوت مبنية جيدًا، يسكنها نحو 500 من المسيحيين والمسلمين. يوجد نبعان جنوب القرية؛ أحدهما يُسمى 'عين قانا'. المنطقة محاطة بأراضٍ زراعية وبيارات زيتون. ويوجد كنيسة في القرية".
قائمة سكانية من حوالي عام 1887 أظهرت أن عدد سكان الرينة بلغ نحو 1150 نسمة؛ نصفهم مسلمون والنصف الآخر مسيحيون.

### الفترة البريطانية
في فترة الانتداب البريطاني على فلسطين، بلغ عدد سكان الرينة حسب تعداد 1922 حوالي 787 نسمة؛ 423 مسيحيًا و364 مسلمًا. من بين المسيحيين، كان 203 من الروم الأرثوذكس، 87 من الروم الكاثوليك، 101 من الروم الملكيين الكاثوليك و32 من كنيسة إنجلترا. ارتفع عدد السكان في تعداد 1931 إلى 1,015 نسمة يعيشون في 243 بيتًا. أما التقسيم الديني فكان 389 مسيحيًا، ويهودي واحد و625 مسلمًا.
ضرب زلزال 1927 الرينة بشكل أشد من القرى الأخرى في المنطقة، وبعده بدأ المسيحيون إعادة البناء في المنطقة التي سميت "الرينة الجديدة".
في إحصاءات 1945 كان عدد سكان الرينة 1,290 نسمة؛ منهم l,500 مسيحيًا و790 مسلمًا. بلغ مجموع مساحة الأراضي 16,029 دونم؛ منها 15,899 يملكها العرب والباقي 130 دونم كانت أراضي حكومية. من هذه الأراضي، خُصص 915 دونمًا للبساتين والأراضي المروية، و10,451 للحبوب، و10 للحمضيات والموز، بينما صُنّف 139 دونمًا كأراضٍ مبنية (مناطق عمرانية).

### 1948–1949
اتمت السيطرة على الرينة من قِبل المليشيات الصهيونية في يوليو/تموز 1948، خلال عملية ديكل. وفي سبتمبر/أيلول، أفيد بأن السلطات الإسرائيلية قتلت 14 من السكان العرب بعد أن تم احتجازهم قرب القرية، ونقلوا إلى الرينة واتُّهموا بتهريب الأسلحة. ومن بين الضحايا امرأة بدوية شابة، ويوسف التركي، وهو عضو في "تحالف عمال أرض إسرائيل".
في ديسمبر 1948/يناير 1949، تم اقتراح نقل سكان صفورية المتبقين إلى الرينة، حيث كانت "المستوطنات [اليهودية] المجاورة تطمع في أراضي صفورية". وعندما طُرد سكان صفورية من قِبل الإسرائيليين في يناير/كانون الثاني 1949، تم ترحيل 14 منهم إلى لبنان، بينما انتقل الباقون إلى الناصرة، 'إيلوت، كفر كنا والرينة.

## آثار الرينة
إن من يتجوّل في جبال الرّينة يشاهد آثار هؤلاء الجدود، ويلفت نظره كثرة معاصر العنب فيها، ممّا يدل على وجود الكرمة كثيرا في أراضي الرّينة، وذلك يعني أن السكّان آنذاك تعاطوا الخمرة إلى أن جاء الإسلام وحرّم شربها. لذلك فإنّ البعض يعتقد أنّ الرّينة كلمة عربيّة، فمعنى الرّينة بالعربيّة الخمرة وجمعها رينات، خصوصًا إذا أخذنا بعين الاعتبار أن أول من أسّس هذه البلدة هم الكنعانيون العرب. وعليه تكون كل الأسماء الأخرى مثل راني وغيرها مشتقّة من الكلمة العربيّة.
في الرينة، كشف علماء الآثار عن مصنع يهودي لإنتاج الأواني الحجرية يعود تاريخه إلى الفترة الرومانية. يضم الموقع كهفًا من الطباشير كان يعمل في الوقت نفسه كمقلع وورشة عمل، ويقدم دليلًا على أن المجتمعات اليهودية في الجليل كانت تلتزم بقوانين الطهارة بنفس الصرامة التي التزم بها اليهود في يهودا. وقد أسفر الموقع عن العديد من المكتشفات، مثل أنوية حجرية وأوانٍ غير مكتملة، وهي تتوافق مع الأنماط المستخدمة في الممارسات الطقسية للتطهير اليهودي. تُعد ورشة الرينة الرابعة من نوعها في إسرائيل، بعد ورش مماثلة وُجدت في حزما وجبل المكبر (كلاهما في محيط القدس) وورشة أخرى قريبة من الرينة.
ساهم اكتشاف الورشة في الرينة في تعزيز الفهم التاريخي للحياة الدينية اليهودية في الجليل القديم. ويشير إلى أن الالتزام بـقوانين الطهارة، التي كان يُعتقد سابقًا أنها أضعف في الجليل مقارنة بيهودا، كان في الواقع صارمًا بالمستوى نفسه. ويُدعم ذلك حجم إنتاج الأواني الحجرية، التي فُضّلت على الفخار بسبب المعتقدات الدينية حول الطهارة المستمدة من الشريعة اللاويّة.

### قانا
في عام 1878، اقترح كلود كوندر أن الينبوع الصغير جنوب الرينة، المسمى "عين قانا"، هو موقع قانا المذكورة في الكتاب المقدس.

## مَساحة الرّينة
بلغت مساحة المنطقة المبنيّة في الحيّ القديم من الرّينة 139 دونمًا، لتكون بذلك ثاني أكبر بلدة عربيّة في منطقة النّاصرة بعد يافة الناصرة، أمّا مساحة المنطقة المبنيّة في الحيّ الجديد بعد الزّلزال المدمّر سنة 1927 فكانت حوالي 120 دونمًا، أمّا اليوم فمساحة المنطقة المبنيّة في الحيّ القديم والجديد معًا أكثر من الضّعفين. أمّا مساحة أراضي الرّينة فبلغت 16029 دونمًا.
اهتمّ سكّان الرّينة منذ القدم بالأشجار المثمرة، وكانت البساتين تحيطها من كل جانب كذلك كان الزّيتون يغطّي حوالي 1250 دونمًا، وكان فيها ثلاث معاصر للزّيت، أمّا اليوم فقد اقتلعت غالبيّة الأشجار بهدف بناء المساكن مكانها، وذلك بسبب سياسة التّضييق المجحفة التي اتّبعتها حكومات إسرائيل.

## سكّان الرّينة
من المعلوم أنه لم تجر إحصائيّات سكانيّة دقيقة في العهد العثماني، ولكن بعض المصادر تشير إلى أنه كان يسكن الرّينة سنة 1859 حوالي 500 نسمة، وفي سنة 1912 كان عددهم 1093, نسمة منهم 612 مسيحي وحوالي 472 مسلمًا، وقد انخفض العدد إلى 787 نسمة سنة 1922، والسّبب الأساسي نزوح قسم كبير من الأهالي إلى المدن المجاورة مثل النّاصرة، حيفا وغيرها، أو الهجرة إلى الخارج خصوصًا إلى أوروبا والولايات المتحدة وكندا.
عند احتلال الرّينة في 15 يوليو من عام 1948 كان عدد السكّان فيها 2077 نسمة، وارتفع العدد إلى 2,197 نسمة سنة 1948، وفي سنة 1961 كان العدد 2,740 نسمة، وسنة 1982 حوالي 5,000 نسمة،
اليوم إذا أضيف حيّ بلال المتلاصق تمامًا مع مدينة النّاصرة، فإنّ عددهم يربو إلى 15,900 نسمة
في عام 2017 نما عدد السكان بمعدل نمو سنوي بلغ 0.7%. وفي عام 2021 بلغ عدد السكان 19,265 نسمة، 85.3% مسلمون و14.7% مسيحيون.  ومن العائلات المسلمة التي تسكن الرينة البصول، والزيدان، والجيوسّي، والخُطبا، وزعرورة، وعرب السبارجة، والسيّدي، والطاطور، والعاصلة - الحشمة، والعثامنة - العثاملة، وطاطور، والغَرابا، والمغاربة (المُغربي) - الجزائريون، ومعمر، والمناصرة، ومنصور، وآل المستريحي. وينتمي المسيحيين في الرينة إلى أربعة طوائف مسيحية أكبرها الأرثوذكسية الشرقية، تليها كنيسة الروم الملكيين الكاثوليك، والكنيسة اللاتينية والكنيسة الأنجليكانية. أمّا العائلات المسيحية في الرينة فهي: أبو حنا، وأبو خضرة، أيوب - بولس، وبرانسي، وجبران، وخميس، وخُوري، وراشد، ورواشدة، ورزق، وآل سكران، والصائغ، وعرّام، وكريّم، ومزاوي، ومسلّم، ونواطحة، ونويسرة، وورور.
وكانت في المرتبة الثانية من أصل عشرة في المؤشر الاجتماعي-الاقتصادي في عام 2015. وبلغت نسبة المؤهلين للحصول على شهادة الثانوية العامة أو البجروت بين طلاب الصف الثاني عشر في المدارس الحكوميَّة بين عام 2016 وعام 2017 حوالي 51.4%، وما بين عامي 2020 و2021 إزاداد العدد ليصبح 78.6%.  وكان متوسط الراتب الشهري للسكان في نهاية عام 2016 هو 5,726 شيكل جديد بالمقارنة مع المتوسط الوطني حوالي 8,913 شيكل جديد. بالإضافة إلى ان الراتب المتوسط للذكور في عام 2021 كان 7,409 شاقل بينما الإناث 4,649 شاقل. 

## مؤسسات ثقافية
حتى سنة 1970 كانت في الرينة مدرسة ابتدائية واحدة وكانت غرف مستأجرة. وبعد نضال مرير مع السلطات من قبل سكان البلدة استطاع الأهل بناء مدرستين ابتدائيتين وذلك سنة 1970. وكانت معظم تكاليف البناء من قبل سكان البلدة الذين تطوعوا وتبرعوا لبناء المدرستين. وفي سنة 1978 بدأ بناء المدرسة الثانوية وبدأ العمل بها في نفس السنة وكان المبادر لإقامة المدرسة الثانوية علي قاسم حمدان عثامنه وكانت غرف التدريس غرف متنقله، وخلال 5 سنوات أصبحت هذه المدرسة من أفضل المدارس الثانوية العربية في إسرائيل. في عام 2021، كان هنالك 8 مدارس، 132 صف، و3,515 طالب. 

## كوارث طبيعية
تقع بلدة الرّينة على خطّ سيسموغرافي خطير، ممّا جعلها عرضةً لهزّات أرضيّة عنيفة. ففي سنة 1837 حدثت زلزلة شديدة تسبّبت بانشقاق الأرض وابتلاع بعض النّاس والماشية، وبعد 90 سنة من هذه الزّلزلة وبالتحديد في 11/7/ 1927 حدث زلزال هائل في فلسطين، كان أثره مدمّرًا على الرّينة حيث تهدّمت معظم منازلها، مما اضطرَ قسمًا من الأهالي إلى الانتقال إلى الحيّ الجديد، بعد أن قامت حكومة الإنتداب البريطاني بتقسيم الأرض إلى قسائم، فأقاموا بيوتهم عليها. في تموز 1927 السّاعة الثالثة من بعد الظهر، إذ ضربت البلاد هزة أرضية قوية راح ضحيتها أكثر من 500 قتيل وخلّفت دمارا كبيرا خصوصا في طبريا ونابلس واللد. أما نصيب الرينة فكان ثلاثة قتلى وعدد غير قليل من الجرحى، هذا عدا الدمار الكبير الذي لحق بالممتلكات والأموال. بعد تلك الحادثة شرع الكثيرون ببناء منازلهم على الجهة اليسرى من الطريق المؤدي إلى الناصرة وأخذت تظهر تدريجيا ما يعرف اليوم باسم «الرينة الجديدة». وقد تميزت تلك الفترة بهجرة العديد من أبناء الرينة إلى مدينة حيفا.

## عُيون الماء في الرّينة
اشتهرت الرّينة منذ القدم بكثرة عيون الماء فيها، وبجودة مياهها وعذوبتها، وميزة بعضها من النّاحية الطبيّة، وقد جرت مياه هذه العيون منذ العهد الرّوماني القديم إلى قرية صفّورية بواسطة القنوات المبنيّة من الحجارة، وهذه القنوات تخصّص بها الرّومان الذين اشتهروا بها، ومنها يستنتج الباحثون أنها رومانيّة الأصل، وقد استعمل الرّومان في حينه قوانين الفيزياء التي أساسها أن المياه تسير من المرتفع إلى المنخفض، وعليه فقد جمعوا مياه الرّينة في عدّة مواقع منها، مثل موقع عيون الجنان في جبل سيخ الذي أقيمت على أنقاض أراضيه المصادرة مغتصبة هار يونا اليهوديّة، كما جمعت المياه أيضًا في البير الشّمالي وعين البيضا في قنوات اخترقت السّهل المؤدي إلى صفّورية، وصعدت إلى خزّان مياه فيها بسبب اختِلاف الارتفاعات، ذلك أن الرّينة ترتفع عن سطح البحر 320 مترًا بينما قرية صفّورية «القرية العربيّة المهجّرة في عام النّكبة 48» ترتفع عن سطح البحر 275 مترًا فقط.
- القناة: من أهم العيون في الرّينة وأغزرها ماءً، ولم تكن تنقطع مياهها عن الجريان طيلة أيّام السّنة، وهي في الجهة الشّرقيّة للرّينة في موقع الوادي الشّرقي، وقد سارت مياهها في مجرى روماني قديم، تدلّ آثار الخرب حولها أن المنطقة كانت مسكونة في العصور القديمة. في سنوات الثّلاثين في عهد الانتداب البريطاني بُنِيَ حاووز ماء في الحيّ الجديد من الرّينة وهو لا يزال موجودًا حتّى اليوم. وحوّلت إليه مياه القناة بواسطة مضخّة ومنه سارت المياه في أنابيب معدنيّة وضعت في أماكن رئيسيّة من القرية حيث كان السكّان يتزوّدون منه.

كانت مياه القناة تروي بستان القناة الذي زرع بكافّة أنواع الفاكهة، وكانت بقربها بركة لتجميع مياه الريّ، وتعلّم معظم شباب القرية السّباحة فيها، ومياه القناة كانت المصدر الرّئيسي لعين الرّينة والتي كانت موجودة في موقع «المَراح» بجانب العين التّاريخيّة والقديمة والتي لا يزال بناؤها قائمًا حتّى اليوم ولكنّها مهملة، مع أن أهميّتها التاريخيّة لا تقدّر، وهي موجودة بمحاذاة شارع النّاصرة-طبريّا في مدخل الحيّ القديم، كما أنّ الحاووز الذي كانت تتجمّع فيه مياه القناة أزيل من الوجود لتبنى مكانه بناية المجلس المحلّي.
- عُيون الجِنان أو عين المَرْجَة:

تقع هذه العيون على سفح جبل سيخ، في الجهة الشرقيّة من الرّينة وهي ترتفع عن سطح البحر حوالي 450 مترًا، ومياهها كما ذكرنا في السّابق كانت تصل إلى صفّورية عن طريق وادي سالم الذي يمرّ إلى جانبها. يوجد حولها أنقاض أبنية قديمة يُعتقد أنّها بلدة راني المذكورة سابقًا والّتي أخِذَ اسم الرّينة منها كما اعتقد البعض، لقد صادرت حكومات إسرائيل معظم الأراضي العربيّة في هذه المنطقة، وأقاموا عليها المستوطنات المُعَدَّة لاستقبال القادمين الجدد من اليهود، وبذلك يكونون قد حرموا الرّينة وسكّانها من مناطق حيويّة جدًا لتطوّر القرية، بهدف خنقها والتَّضييق على سكّانها تطبيقًا لسياسات حكومات إسرائيل المُجحفة.
- عين جِكْلة:

تقع في الجهة الجنوبيّة من الرّينة، بجانب شارع النّاصرة-طبريّا وقريبة من مدخل الحيّ الجديد من الرّينة. مياهها معدنيّة وكانت من أعذب مياه الشّرب في هذه البلاد، حتّى أنّ الشّاعر الفرنسي «لامرتين» ذكرها في مذكّراته عندما قدم إلى هذه البلاد في حملة نابليون، حيث قال عنها أنّها أعذب المياه التي شربها في حياته، وأنّ شربها يُثيرُ الشّاعريّة، كذلك استعملت مياهها لشفاء بعض أمراض الجلد مثل «الحرارة» فقد كان المُصاب يغتسل بمياهها فيُشفى وهي اليوم شبه مُهملة.
عين القطعة:
وهي موجودة إلى الشّرق من عين جِكْلة وربّما سُمِّيَت بذلك لأنّ مياهها كانت تنقطع في الصّيف.
- البير التحتاني:

وهو موجود إلى الجنوب من الحيّ القديم للرّينة في موقع «السّدر»، كانت مياهه متفجّرة وغزيرة، وكانت تروي مدينة النّاصرة، حيث نقلت بواسطة المضخّات إلى الحاووز القديم في النّاصرة. استولت شركة «مكوروت» الإسرائيليّة على هذا المصدر الهامّ للمياه، وحفرت بجانبه بئرًا مهمًّا للماء تروي بواسطته المنطقة كلّها بما فيها مغتصبتي «نتسيرت عيليت»- النّاصرة العليا و«هار يونا».
- البير الشّمالي :

وهو في الجهة الشّماليّة الشرقيّة للرّينة على الطّريق الرّئيسي من النّاصرة إل طبريّا، وبسبب قربه من قرية المشهد المحاذية للرّينة، كان سكّان المشهد يضمنون هذا البير لاستسقاء الماء منه، وذلك لعدم وجود مصادر مياه فيها.
- البَصَّة :

كانت تقع على الشّارع الرّئيسي النّاصرة-طبريّا إلى الشّرق من البير التّحتاني، وقد كانت نبعًا صغيرًا يروي بستانًا إلى جانبه، وقد ردمت بالكامل وأقيمت مكانها بنايات للسّكن.
- عين الفار :

تقع إلى الشّرق من القَناة وتجري مياهها في الشّتاء فقط.
- عين الخِرْبَة أو عين راني :

تقع في الجهة الشرقيّة للرّينة، وكانت سابقًا غنيّة بالمياه، ويوجد حولها آثار قناة رومانيّة قديمة ومكانها قريب من ملعب كرة القدم الحالي.
- عين البيضا أو عين آبل :

وهي في الجهة الشماليّة للرّينة، وكانت في السّابق من أهمّ مصادر المياه التي حُوِّلَت إلى صفّورية.

## الخِرَبْ في الرّينة
من المعروف أنّ الإنسان في القدم بنى بيوته بالقرب من مصادر المياه، وبما أنّ الرّينة غنيّة بهذه المصادر فإنّ آثار الأبنية القديمة مُنتشرة في كلّ مكان فيها. وأمّا أهمّ هذه الخِرَبْ :
- تلّ آبل :

ويقع في الجهة الشماليّة الشرقيّة للرّينة، حيث توجد آثار مدينة آبل العربيّة الكنعانيّة القديمة، وتحتوي على أساسات بيوت ومدافن منقورة بالصّخر، كما يوجد بقربها وإلى الجهة الشماليّة منها بقايا جدران القناة التي أوصلت المياه من عين البيضا إلى صفّورية.
- الرّجم العجمي :

تقع هذه الخِرْبَة في الجهة الجنوبيّة الشرقيّة من البلدة، وهي مليئة بالآثار التي تدلّ على أنّها كانت مسكونة في العصور القديمة، وقد حوّلها اليهود إلى مقبرة في «نتسيرت عيليت» والتي بُنِيَت بيوتها على الأراضي العربيّة المُصادَرَة.
- خِرْبَة المَرْجَة :

وهي أنقاض بلدة راني الرّومانيّة التي يظنّ البعض أنّ اسم الرّينة مُشْتَقٌ منها، وهي موجودة في الجهة الشرقيّة للبلدة، على سفح جبل سيخ المُصادَر بالقرب من عيون الجِنان التي ذكرت سابقًا.
- خِرْبَة أبو مدوَّر :

الإنسان سكنها منذ القدم.
خِرْبَة القناة :
وهي بجانب عين القناة التّي ورد ذكرها سابقًا وفيها آثار أبنية قديمة.

## الوضع البيئي في الرينة

### البيئة
تنضم بلدة الرينة إلى موكب القرى والمدن العربية في الجليل التي تطمح بتحسين الأوضاع البيئية في محيط حكمها المحلي والوصول إلى مستوى من الإستدامة يكفل لسكانها مستوى عالٍ من الرفاه الاجتماعي. تعتبر وحدة البيئة في المجلس المحلي الجسم الحصري المعني بتحسين وتطوير الأوضاع البيئية في الرينة. من ضمن الجهود التي تقوم بها الوحدة البيئية تقديم مشاريع مؤسسات تعليمية خضراء تدعم الاستدامة البيئبة مثل المدارس ورياض الأطفال الخضراء، بالإضافة إلى خفض مستويات التلوث، ترويج نمط حياة صحي ومستدام، إدارة النفايات والتعاون مع المجموعات الناشطة في الرينة لرفع الوعى تجاه البيئة في المجتمع.
- المدارس الخضراء في الرينة

في الرينة هنالك مدرسة واحدة تعتبر على أنها مدرسة خضراء، تعرف الدرسة الخضراء على انها مدرسة التي يتم بها اعتماد نشاطات تربوية بيئية بمشاركة المعلمين، الطلاب والأهالي. تتمحور هذه النشاطات حول تعليم مضامين بيئية في الدراسة كإتباع سلوكيات صديقة للبيئة (على سبيل المثال لا الحصر؛ التدوير وتطوير حديقة المدرسة). في كل عام تقوم وزارة التربية والتعليم بفتح باب التسجيل لمشروع المدرسة الخضراء، وفي نهاية العام يتم اعتماد المدرسة التممة للنشاطات والتغيرات المنشودة على أنها مدرسة خضراء. تعرف المدرسة المستدامة على أنها ذات مستوى متقدم من النشاطات والفعاليات البيئية وهي في درجة متقدمة أكثر من المدارس الخضراء.
- رياض الأطفال الخضراء والمستدامة في الرينة

رياض الأطفال الخضراء (والمستدامة) في الرينة من بين مجمل رياض الأطفال في الرينة، هنالك ثلاث بساتين خضراء وبستانين مستدامين . تعتبر رياض الأطفال الخضراء على أنها تلك التي تراعى مبادئ الاستدامة في الفعاليات والنشاطات المنهجية واللامنهجية في الروضة، مثل تعليم الطفال مفاهيم بيئية، والحث على الحفاظ على البيئة من ناحية وإحداث تغييرات صديقة للبيئة داخل نطاق الروضة كتقليل إنتاج النفايات البلاستيكية وفصل النفايات، ورعاية حديقة للأعشاب الطبية والخضار وغيرها. تهدف رياض الأطفال الخضراء إلى خلق جيل واع للبيئة وإحداث نموذج يحتذى به في المجتمع لإحداث تغييرات بيئية إيجابية في المجتمع.

#### التلوث الإشعاعي في الرينة
التلوث الإشعاعي في الرينة ناتج من مصادر مختلفة تشمل هوائيات البث الخليوي، شبكة الكهرباء بخطوط الجهد العالي والمنخفض ومصادر إشعاع طبيعية كغاز الرادون المنطلق من التربة. في السنوات الخيرة تفاقمت أزمة التلوث الشعاعي نتيجةً للإستعمال المتزايد لتقنيات حديثة على المستوى الشخصي وفي داخل البيوت كالهواتف الخليويه، الأجهزة الكهربائية، الراوترات، وغيرها.
الإشعاع عبارة عن أمواج كهرومغناطيسية تنطلق من المصادر التي ذكرت أعلاه. تشير الأبحاث العلمية إلى إمكانية التأثير السلبي لهذه الأشعة على صحة النسان كتأثيرها على تحفيز مرض السرطان. على الرغم من عدم إثبات هذا الإدعاء بشكل قاطع تشير جميع الجهات المختصة مثل منظمة الصحة العالمية بضرورة التقليل من التعرض للأشعة.
التلوث الإشعاعي في الرينة مصدره بالأساس من شبكة الكهرباء وخطوط الجهد العالي والمنخض. في الكثير من المواقع تكون هذه الخطوط بمسافات أقل من تلك الموصى بها عن البيوت وفق الأنظمة وعليه فإن مستوى الأشعة يكون أعلى في هذه المسافات. أما بالنسبة للأشعة من الهوائيات فإن المشكلة تكمن في المناطق ذات التغطية المنخفضة. في هذه الناطق تصدر أجهزة الهواتف إشعاعاً أعلى مقارنة بالمناطق ذات التغطية العادية.